# Surveyor 4
El Surveyor 4 va ser la cambra lander piga al Programa Surveyor no tripulat enviat per explorar la superfície de la Lluna. Aquesta nau espacial es va estavellar després d'una missió d'altra banda impecable; el contacte de telemetria es va perdre 2,5 minuts abans de la presa de contacte. L'objectiu d'allunatge planificat va ser Sinus Medii a 0,4 ° de latitud nord i 1,33 ° de longitud oest. S'estavellà a 0° 27′ 0″ N, 1° 23′ 24″ W.